# Нижеровка
Нижеро́вка (Нежировка) — бывшее село в Дубровском районе Брянской области. Располагалось в 3,5 км к югу от деревни Герасимовка.
Упоминается с XIX века; бывшее владение В. А. Краинского (по сути, представляло собой господскую усадьбу с дворовыми постройками и храмом). Приход Знаменской церкви с 1856 года. В XX веке — посёлок в составе Федосеевского, позднее Заустьенского сельсовета. Исключено из учётных данных в 1964 году.
| Годы      | 1866 | 1926 |
| --------- | ---- | ---- |
| Население | 24   | 81   |